# Turn Off the Light
Turn Off the Light är en sång av Nelly Furtado från albumet Whoa, Nelly. Den släpptes som en singel 2001 och blev en av hennes mest framgångsrika singlar.